# Sofie Börjesson
 Sofie Emma Rebecca Börjesson (* 31. Mai 1997 in Uddevalla. Schweden) ist eine schwedische Handballspielerin, die beim schwedischen Erstligisten Boden Handboll IF unter Vertrag steht.

## Karriere

### Im Verein
Börjesson begann das Handballspielen im Alter von acht Jahren beim schwedischen Verein GF Kroppskultur. In der Saison 2013/14 lief sie für Team Bohuslän HF auf, eine Kooperationsmannschaft von GF Kroppskultur und Stenungsunds HK. Anschließend spielte die Torhüterin wieder für GF Kroppskultur, mit deren Damenmannschaft sie in der Allsvenskan antrat. Zur Saison 2016/17 wechselte sie gemeinsam mit ihrer drei Jahre älteren Schwester zum Ligakonkurrenten Kungälvs HK. Mit Kungälvs stieg sie 2018 nach 20 Siegen in 22 Pflichtspielen in der Saison 2017/18 in die Svensk HandbollsElit auf.
Börjesson hatte mit einer Fangquote von 40 % den drittbesten Wert in der Erstligasaison 2018/19. Daraufhin wurde sie vom Ligakonkurrenten IK Sävehof unter Vertrag genommen. Mit Sävehof gewann sie 2022 die schwedische Meisterschaft. Ab dem Sommer 2022 lief sie für den norwegischen Erstligisten Vipers Kristiansand auf. Mit den Vipers gewann sie in den Spielzeiten 2022/23 und 2023/24 die norwegische Meisterschaft, in den Spielzeiten 2022/23 und 2023/24 den norwegischen Pokalwettbewerb sowie in der Spielzeit 2023/24 die EHF Champions League. Im Sommer 2024 wechselte sie zum dänischen Erstligisten Nykøbing Falster Håndboldklub. Zur Saison 2025/26 schloss sie sich dem schwedischen Erstligaaufsteiger Boden Handboll IF an.

### In Auswahlmannschaften
Börjesson lief anfangs für die schwedische Jugendnationalmannschaft auf, mit der sie die Goldmedaille bei der U-17-Europameisterschaft 2013 gewann. Zwei Jahre später errang sie mit der schwedischen Juniorinnenauswahl die Bronzemedaille bei der U-19-Europameisterschaft. Für beide Auswahlmannschaften absolvierte sie insgesamt 49 Länderspiele. Im März 2020 war Börjesson für zwei EM-Qualifikationsspiele der schwedischen A-Nationalmannschaft nominiert, jedoch wurden die Spiele von der EHF aufgrund der COVID-19-Pandemie abgesetzt. Am 3. April 2024 gab sie schließlich ihr Debüt in der A-Nationalmannschaft gegen die färöische Auswahl.